# Alessandro Federico di Württemberg
Alessandro Federico di Württemberg (Mömpelgard, 24 aprile 1771 – Gotha, 4 luglio 1833) era figlio di Federico II Eugenio di Württemberg, duca di Württemberg dal 1795 al 1797, e di Federica Dorotea di Brandeburgo-Schwedt.

## Biografia

### Giovinezza

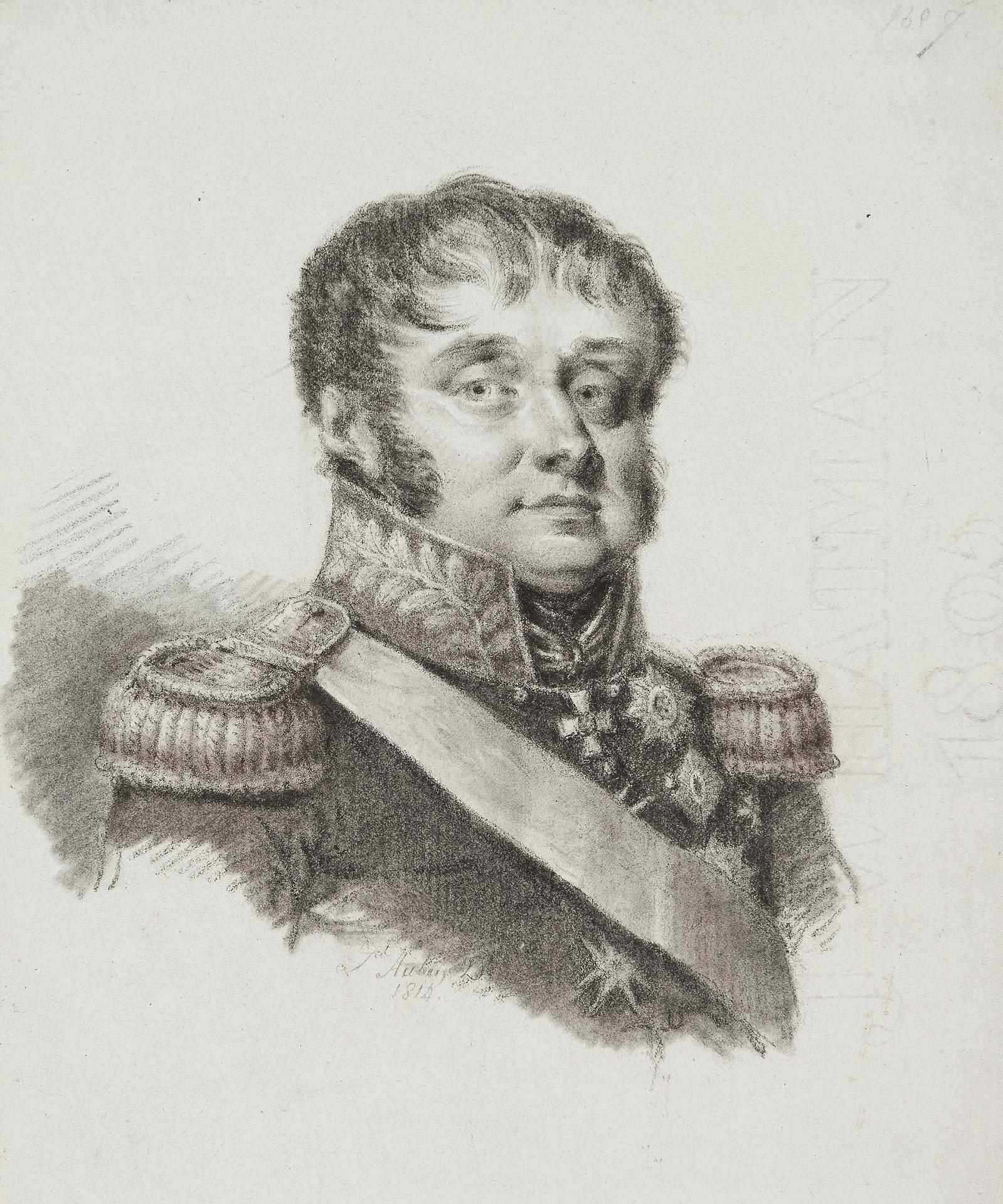
Alessandro di Württemberg, di Louis de Saint-Aubin

Essendo solo il settimo figlio maschio, a ereditare il ducato fu il fratello maggiore Federico, che nel 1805 divenne inoltre il primo re del Württemberg.
Massone, fu membro della loggia "Gli Amici riuniti" nel 1818-1819, col grado di Rosa-Croce e membro d'onore delle logge "Palestina", "Royal York zur Freudschaft" e di molte altre. 

### Matrimonio

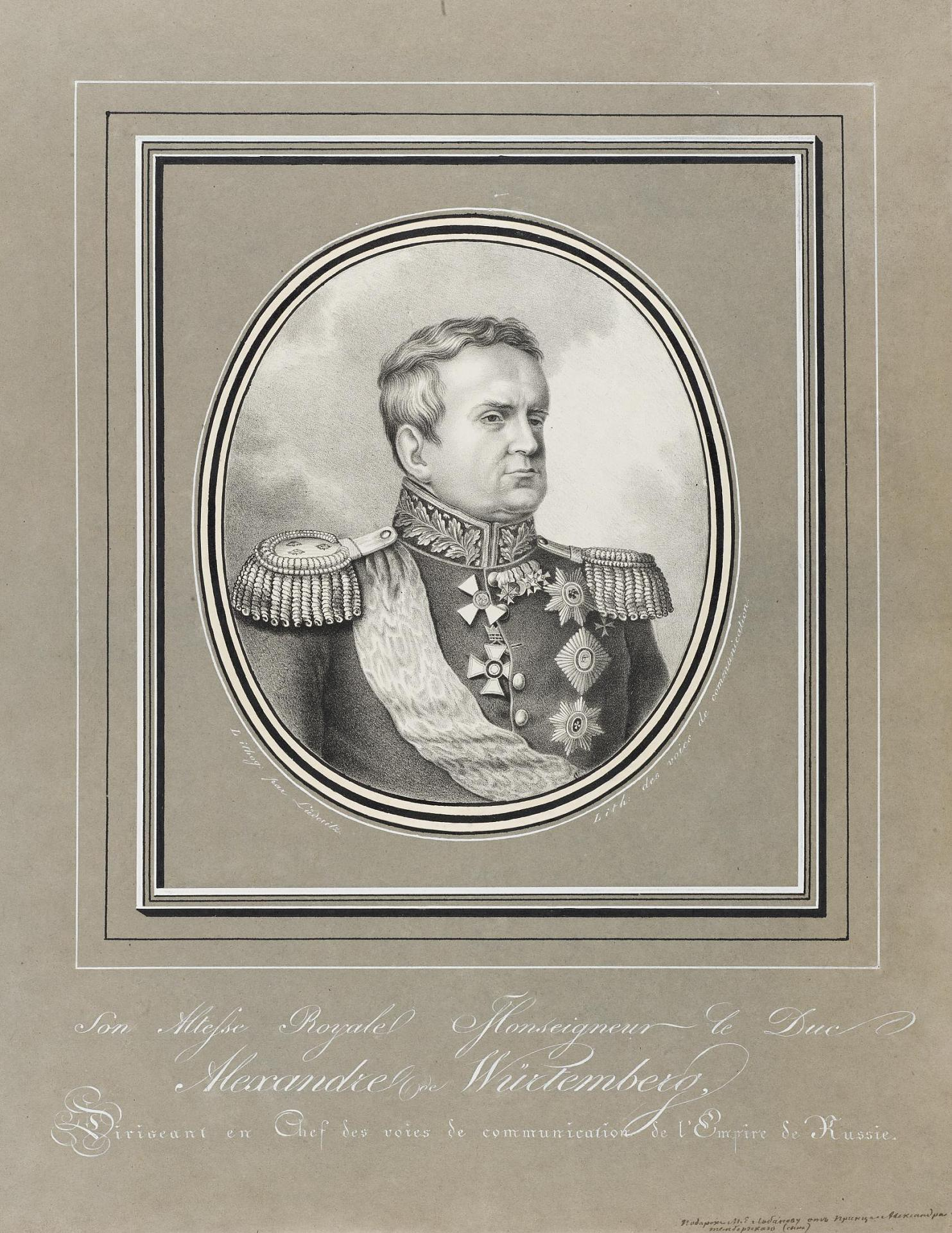
Il duca Alessandro di Gustav Luderitz

Gli venne data in sposa la diciannovenne Antonietta di Sassonia-Coburgo-Saalfeld, figlia del duca Francesco Federico di Sassonia-Coburgo-Saalfeld e della sua seconda moglie la principessa Augusta di Reuss-Ebersdorf.
Il matrimonio, celebrato a Coburgo il 17 novembre 1798, suggellò l'unione della dinastia Württemberg con i sassoni Wettin di Coburgo-Saalfeld.

## Discendenza
Dalla moglie ebbe cinque figli:
- Antonietta Federica Augusta Maria (Coburgo, 17 settembre 1799-Gotha, 24 settembre 1860);
- Paolo Carlo Costantino (Bayreuth, 24 ottobre 1800-Riga, 7 settembre 1802);
- Federico Guglielmo Alessandro (Riga, 20 dicembre 1804-Bayreuth, 28 ottobre 1881);
- Ernesto Alessandro Costantino (Riga, 11 agosto 1807-Coburgo, 26 ottobre 1868);
- Federico Guglielmo Ferdinando (San Pietroburgo, 29 aprile 1810-San Pietroburgo, 25 aprile 1815).

Diede la sua primogenita in sposa al duca Ernesto I di Sassonia-Coburgo-Gotha: si trattava del duca Sassonia-Coburgo-Gotha, uno zio materno della sposa.
Federico Guglielmo Alessandro invece ebbe come moglie la principessa Maria d'Orléans da cui ebbe discendenti.

## Ascendenza
|                                           |                                          |                                                           | Genitori                                  |  |  | Nonni |  |  | Bisnonni                                |  |  | Trisnonni                   |  |
|                                           |                                          |                                                           |                                           |  |  |       |  |  | Federico Carlo di Württemberg-Winnental |  |  | Eberardo III di Württemberg |  |
|                                           |                                          |                                                           |                                           |  |  |       |  |  | Federico Carlo di Württemberg-Winnental |  |  | Eberardo III di Württemberg |  |
|                                           |                                          | Anna Caterina Dorotea di Salm-Kyrburg                     |                                           |  |  |       |  |  | Federico Carlo di Württemberg-Winnental |  |  |                             |  |
| Carlo I Alessandro di Württemberg         |                                          |                                                           |                                           |  |  |       |  |  | Federico Carlo di Württemberg-Winnental |  |  |                             |  |
|                                           |                                          | Eleonora Giuliana di Brandeburgo-Ansbach                  | Alberto II di Brandeburgo-Ansbach         |  |  |       |  |  |                                         |  |  |                             |  |
|                                           |                                          | Eleonora Giuliana di Brandeburgo-Ansbach                  | Alberto II di Brandeburgo-Ansbach         |  |  |       |  |  |                                         |  |  |                             |  |
|                                           |                                          | Eleonora Giuliana di Brandeburgo-Ansbach                  | Sofia Margherita di Oettingen-Oettingen   |  |  |       |  |  |                                         |  |  |                             |  |
| Federico II Eugenio di Württemberg        |                                          | Eleonora Giuliana di Brandeburgo-Ansbach                  |                                           |  |  |       |  |  |                                         |  |  |                             |  |
|                                           |                                          | Anselmo Francesco di Thurn und Taxis                      | Eugenio Alessandro di Thurn und Taxis     |  |  |       |  |  |                                         |  |  |                             |  |
|                                           |                                          | Anselmo Francesco di Thurn und Taxis                      | Eugenio Alessandro di Thurn und Taxis     |  |  |       |  |  |                                         |  |  |                             |  |
|                                           |                                          | Anselmo Francesco di Thurn und Taxis                      | Anna Adelaide di Fürstenberg-Heiligenberg |  |  |       |  |  |                                         |  |  |                             |  |
| Maria Augusta di Thurn und Taxis          |                                          | Anselmo Francesco di Thurn und Taxis                      |                                           |  |  |       |  |  |                                         |  |  |                             |  |
|                                           |                                          | Maria Ludovica Anna di Lobkowicz                          | Ferdinando Augusto Leopoldo di Lobkowicz  |  |  |       |  |  |                                         |  |  |                             |  |
|                                           |                                          | Maria Ludovica Anna di Lobkowicz                          | Ferdinando Augusto Leopoldo di Lobkowicz  |  |  |       |  |  |                                         |  |  |                             |  |
|                                           |                                          | Maria Ludovica Anna di Lobkowicz                          | Maria Anna di Baden-Baden                 |  |  |       |  |  |                                         |  |  |                             |  |
| Alessandro Federico di Württemberg        |                                          | Maria Ludovica Anna di Lobkowicz                          |                                           |  |  |       |  |  |                                         |  |  |                             |  |
|                                           | Filippo Guglielmo di Brandeburgo-Schwedt | Federico Guglielmo I di Brandeburgo                       |                                           |  |  |       |  |  |                                         |  |  |                             |  |
|                                           | Filippo Guglielmo di Brandeburgo-Schwedt | Federico Guglielmo I di Brandeburgo                       |                                           |  |  |       |  |  |                                         |  |  |                             |  |
|                                           | Filippo Guglielmo di Brandeburgo-Schwedt | Sofia Dorotea di Schleswig-Holstein-Sonderburg-Glücksburg |                                           |  |  |       |  |  |                                         |  |  |                             |  |
| Federico Guglielmo di Brandeburgo-Schwedt | Filippo Guglielmo di Brandeburgo-Schwedt |                                                           |                                           |  |  |       |  |  |                                         |  |  |                             |  |
|                                           |                                          | Giovanna Carlotta di Anhalt-Dessau                        | Giovanni Giorgio II di Anhalt-Dessau      |  |  |       |  |  |                                         |  |  |                             |  |
|                                           |                                          | Giovanna Carlotta di Anhalt-Dessau                        | Giovanni Giorgio II di Anhalt-Dessau      |  |  |       |  |  |                                         |  |  |                             |  |
|                                           |                                          | Giovanna Carlotta di Anhalt-Dessau                        | Enrichetta Caterina d'Orange              |  |  |       |  |  |                                         |  |  |                             |  |
| Federica Dorotea di Brandeburgo-Schwedt   |                                          | Giovanna Carlotta di Anhalt-Dessau                        |                                           |  |  |       |  |  |                                         |  |  |                             |  |
|                                           |                                          | Federico Guglielmo I di Prussia                           | Federico I di Prussia                     |  |  |       |  |  |                                         |  |  |                             |  |
|                                           |                                          | Federico Guglielmo I di Prussia                           | Federico I di Prussia                     |  |  |       |  |  |                                         |  |  |                             |  |
|                                           |                                          | Federico Guglielmo I di Prussia                           | Sofia Carlotta di Hannover                |  |  |       |  |  |                                         |  |  |                             |  |
| Sofia Dorotea di Prussia                  |                                          | Federico Guglielmo I di Prussia                           |                                           |  |  |       |  |  |                                         |  |  |                             |  |
|                                           |                                          | Sofia Dorotea di Hannover                                 | Giorgio I del Regno Unito                 |  |  |       |  |  |                                         |  |  |                             |  |
|                                           |                                          | Sofia Dorotea di Hannover                                 | Giorgio I del Regno Unito                 |  |  |       |  |  |                                         |  |  |                             |  |
|                                           |                                          | Sofia Dorotea di Hannover                                 | Sofia Dorotea di Celle                    |  |  |       |  |  |                                         |  |  |                             |  |
|                                           |                                          | Sofia Dorotea di Hannover                                 |                                           |  |  |       |  |  |                                         |  |  |                             |  |